# ジェームズ・ブラックウッド (第2代ダファリン＝クランボイ男爵)
第2代ダファリン＝クランボイ男爵ジェームズ・スティーブンソン・ブラックウッド（James Stevenson Blackwood, 2nd Baron Dufferin and Claneboye、1755年7月8日 – 1836年8月8日）は、イギリスの政治家、アイルランド貴族。アイルランド庶民院議員、連合王国庶民院議員、アイルランド貴族代表議員を歴任した。1800年合同法に賛成して、母を男爵に叙させた後、母の死去に伴い男爵位を継承した。連合王国庶民院では政府を支持したが、政府からは支持の見返りとして過大な要求をしたと評された。ダウン県の地主としては自腹を切って困窮者に職を与えたことが評価された。

## 生涯
第2代準男爵サー・ジョン・ブラックウッドと妻ドーカス（のちの初代ダファリン＝クランボイ女男爵）の次男として、1755年7月8日に生まれた。兄ロバートは1785年1月31日に落馬事故死した。
第8竜騎兵連隊のコルネット（騎兵少尉）としてイギリス陸軍に入り、1778年7月25日に第13竜騎兵連隊の中尉に昇進した。1781年10月30日、第8竜騎兵連隊の大尉に昇進した。1787年に陸軍から引退した。1794年に騎兵連隊（第33軽竜騎兵連隊）を招集して、同年10月2日に指揮官に任命された（1796年まで在任）。1798年アイルランド反乱ではフランシス・ニーダム閣下のエー＝ド＝カン（副官）を務めた。1800年、北ダウン民兵隊隊長に就任した。

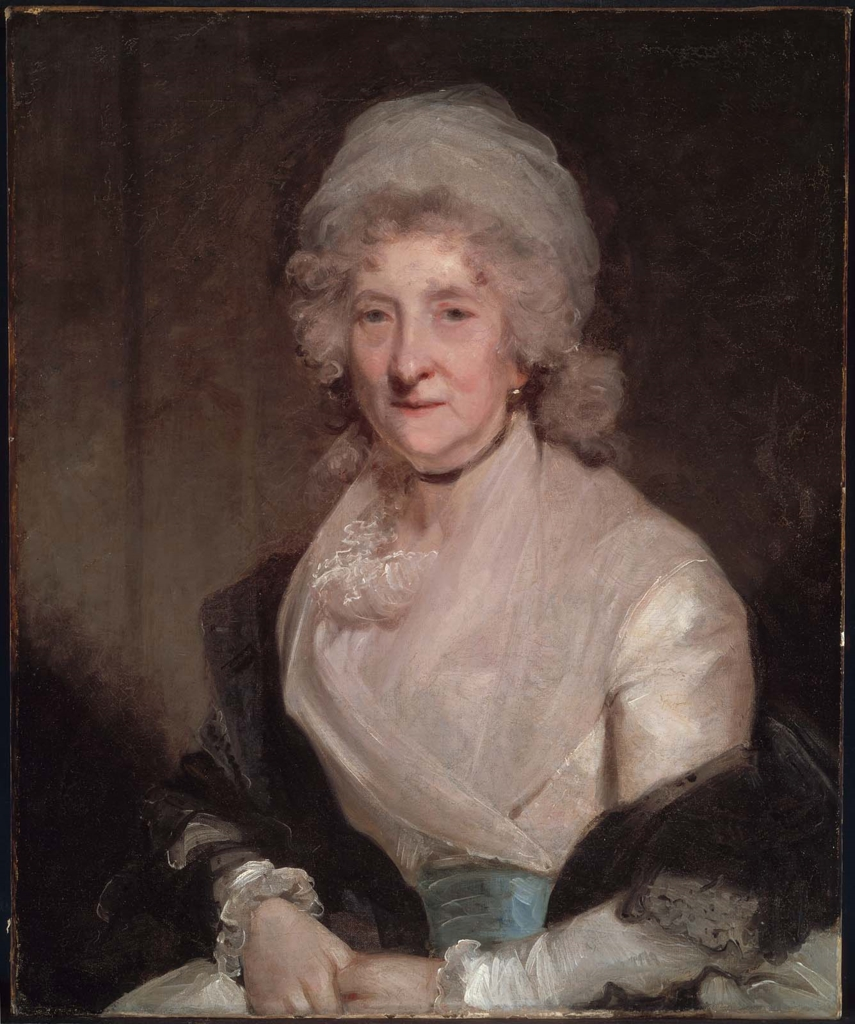
母ドーカスの肖像画、ギルバート・ステュアート画。

1788年から1800年までキリレイ選挙区の代表としてアイルランド庶民院議員を務めた。アイルランド庶民院でははじめ父と同じく野党に属し、1793年と1795年にカトリック解放に賛成票を投じたが、1795年以降与党に転じ、父と違い1800年合同法に賛成した。合同法への賛成により叙爵を打診されたが、自身への叙爵は辞退し、代わりに1800年7月31日に母がダファリン＝クランボイ女男爵に叙された。合同法の施行に伴い連合王国庶民院が設立され、キリレイ選挙区が廃止されると、補償として15,000ポンドを受け取った。また1799年2月27日に父が死去すると、準男爵位を継承した。
合同で議席を失ったものの、ダウン県への影響力は持ち続け、ロンドンデリー侯爵家とダウンシャー侯爵家の政争をめぐり前者を支持した。のちに2代ロンドンデリー侯爵となるカースルレー子爵ロバート・ステュアートは1802年にもブラックウッドとの友好関係の維持を目指し、ブラックウッドも1804年1月に聖職者を務める弟ジョンの昇進を求めた。1804年、ダウン県長官を務めた。
1807年2月8日に母が死去すると、ダファリン＝クランボイ男爵位を継承した。同年に連合王国庶民院の議席を求め、政府からウェストベリー選挙区での出馬内定を受けたが、その前提となる現職議員グリン・ウィンの辞任が実現しなかったため、代わりにヘルストン選挙区の議席を与えられた。ヘルストンではリーズ公爵が1議席を指名しており、ダファリンは1807年7月の補欠選挙にて無投票で当選した。
連合王国庶民院では義父にあたる初代オリオル男爵ジョン・フォスターの派閥に属し、閑職改革に反対する（1810年5月）などパーシヴァル内閣を支持したが、議員に就任する理由が家族の栄達であり、議員として目立つ人物ではなかった。たとえば、ダファリンは1808年12月にカースルレー子爵に対し、弟の国教会における昇進について「丁重な返事」以上の確約を求め、1810年にアイルランド貴族代表議員への選出、1811年1月にダブリン城代への任命を求めたが、政府からは支持への対価にしては高すぎると思われ、アイルランド総督の第4代リッチモンド公爵は「ダファリン卿は破産した弟の勤め口、ワイン商を務めるもう1人の弟の勤め口を求め、聖職者（弟）には実入りの大きい首席司祭職を求めた。沈黙した1票の対価としてである」と批判した。1812年5月に再び閑職改革への反対票を投じ、1812年6月にカトリック解放に反対票を投じた。
1812年イギリス総選挙では政府からオールバラ選挙区の議席を与えられたが、6000ギニーに上る選挙の出費を出すことを余儀なくされた。再選以降もおおむね政府を支持し、アイルランド主席政務官ロバート・ピールの政策も支持したが、1813年5月、1815年、1817年にカトリック解放に賛成票を投じた。もっとも、政府支持への見返りにはたびたび不満を感じ、ピールに弟の国教会における昇進について数度言及した。1816年にはカースルレー子爵がダファリンのアイルランド貴族代表議員選出を支持するようになったが、ダファリンが1818年イギリス総選挙をもって庶民院議員を退任したときも実現せず、選出されたのは1820年10月7日のことだった。以降1836年に死去するまで務めた。貴族院ではトーリー党を支持し、首相ウェリントン公爵と同様にカトリック解放に賛成した。貴族代表議員に選出された後も弟の待遇に不満があり、1822年に弟が「40年間同じ教区で勤めた」と嘆いた。
ダウン県の地主としてバリーレイディ・ハウスを増築し、地所に学校を建てたほか、キリレイの港口施設を作り、リネン工業を推進した。また自腹を切って困窮者に職を与えることで評判を得ていた。
1836年8月8日にダウン県バリーレイディ・ハウスで死去、16日にダウン県キリレイで埋葬された。弟ハンスが爵位を継承した。

## 家族
1801年11月15日、アン・ドロシア・フォスター（Anne Dorothea Foster、1773年ごろ – 1865年3月28日、初代オリオル男爵ジョン・フォスターと初代フェラード女子爵マーガレッタ・フォスターの娘）と結婚したが、2人の間に子供はいなかった。